# Ctenognophos fuscobrunnea
Ctenognophos fuscobrunnea là một loài bướm đêm trong họ Geometridae.